# 白坂村
白坂村（しらさかむら）は福島県西白河郡にかつて存在した村である。

## 地理
現在の白河市、旧白河市の南西部に位置する。
村域は山がちな地形である。

## 歴史

### 村域の変遷
- 1889年（明治22年）4月1日 - 町村制施行により、（旧）白坂村が単独で村制施行し西白河郡白坂村が発足。
- 1954年（昭和29年）3月31日 - 白河市に編入され消滅。

変遷表
| 1868年 以前 | 1868年 以前      | 明治9年 | 明治22年 4月1日 | 昭和29年 3月31日 | 現在   |
| ----------- | ---------------- | ------- | --------------- | ---------------- | ------ |
|             | 白坂村           | 白坂村  | 白坂村          | 白河市 に編入    | 白河市 |
|             | 皮籠村           | 白坂村  | 白坂村          | 白河市 に編入    | 白河市 |
|             | 学田新田村の一部 | 白坂村  | 白坂村          | 白河市 に編入    | 白河市 |

## 人口・世帯

### 人口
総数 [単位： 人]
| 1891年（明治24年） | 859   |
| 1920年（大正 9年） | 1,233 |
| 1947年（昭和22年） | 2,309 |

### 世帯
総数 [単位： 世帯]
| 1920年（大正 9年） | 199 |
| 1947年（昭和22年） | 412 |

## 交通

### 鉄道
- 日本国有鉄道（ → 東日本旅客鉄道）
  - 東北本線
    - 白坂駅